# Numerele de înmatriculare auto în Slovenia

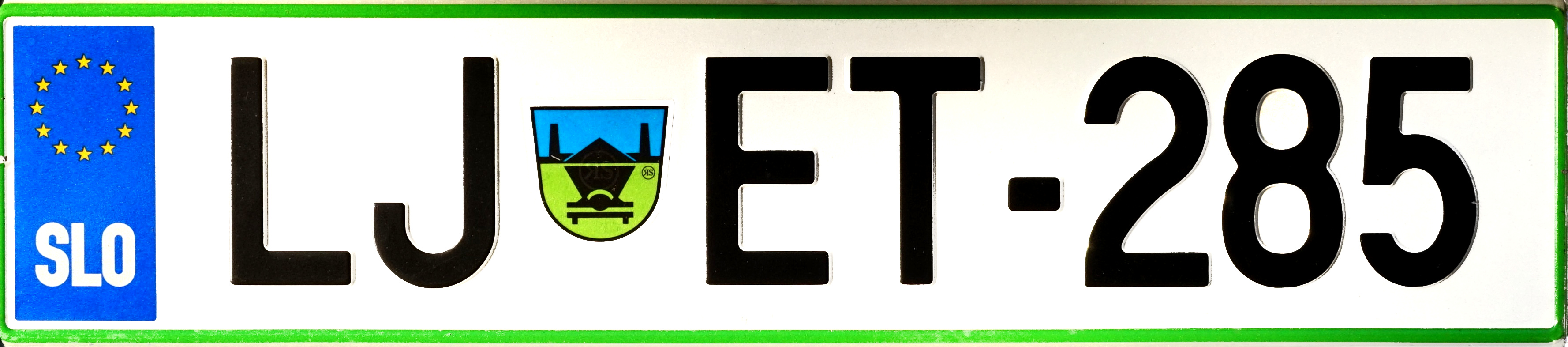
Un număr de înmatriculare contemporană din Trbovlje (regiunea Ljubljana)

Numerele de înmatriculare din Slovenia sunt confecționate din metal. Pe partea stângă se află o bară albastră ca în alte țări ale UE (în uz din 2004) textul este în litere negre pe un fundal alb. 

## Regiuni
| Cod | Regiune        |
| --- | -------------- |
| CE  | Celje          |
| GO  | Nova Gorica    |
| KK  | Krško          |
| KP  | Koper          |
| KR  | Kranj          |
| LJ  | Ljubljana      |
| MB  | Maribor        |
| MS  | Murska Sobota  |
| NM  | Novo mesto     |
| PO  | Postojna       |
| SG  | Slovenj Gradec |

## Alte numere
| Cod | Semnificație |
| --- | --- |
| P   | Poliția |
| PR  | încercare înmatriculare |
| CMD | este folosit de către șeful unei misiuni diplomatice sau misiuni de organizații internaționale |
| CD  | alte vehicule deținute de către misiunile diplomatice sau al reprezentanțelor organizațiilor internaționale în Republica Slovenia și a personalului lor, care au statut diplomatic                                               |
| CC  | vehicul deținut de către oficiul consular sau un funcționar consular |
| M   | vehiculele a căror proprietari sunt străini, care sunt folosite ca administrativă sau. Personalul tehnic de reprezentanță diplomatică sau consulară, precum și reprezentarea organizațiilor internaționale în Republica Slovenia |
| SV  | Armata |